# Bisbat de Lezhë

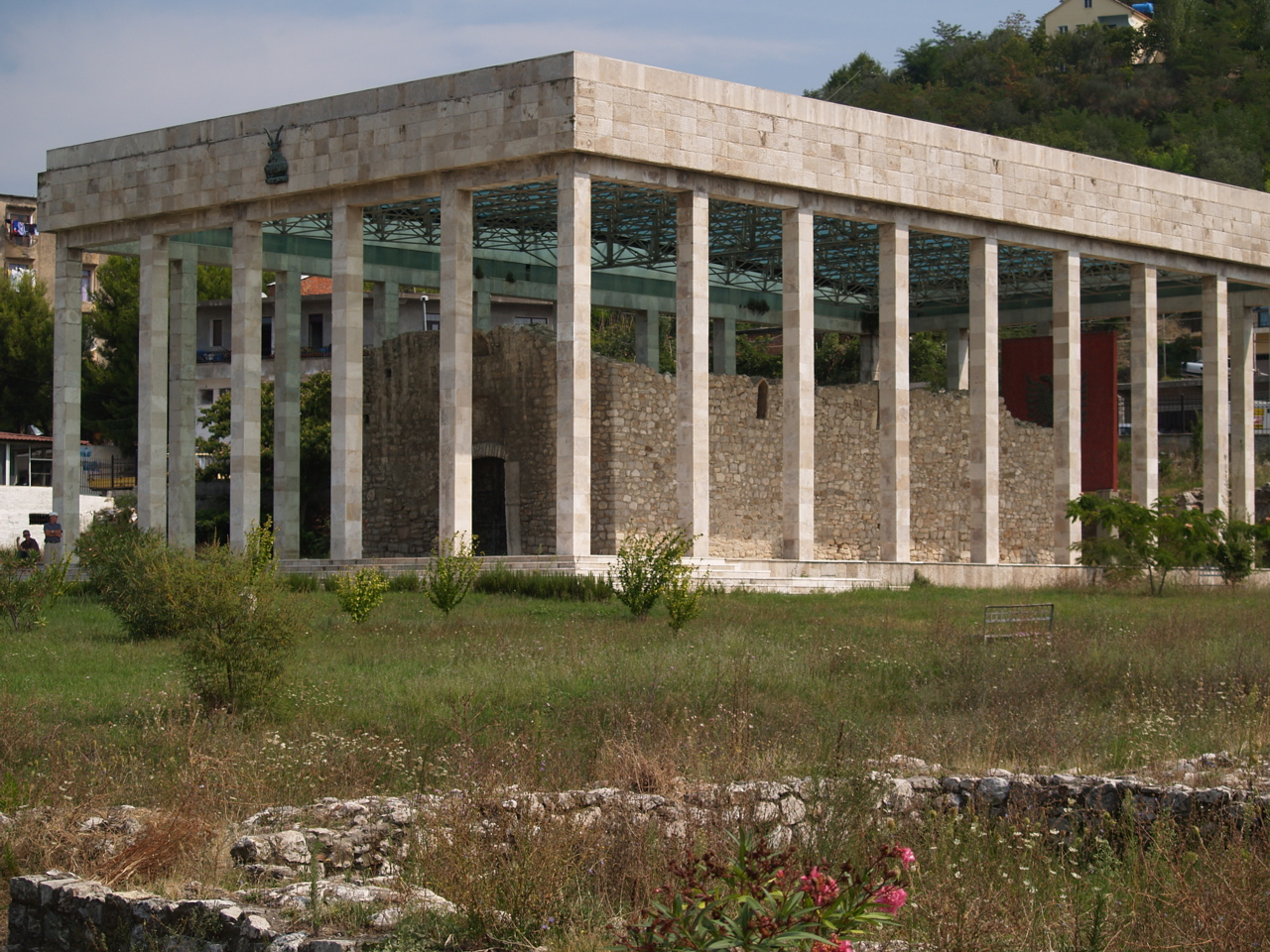
Restes de l'antiga catedral de Sant Nicolau, on es troba la tomba de l'heroi nacional albanès, Giorgio Castriota Scanderbeg.

El bisbat de Lezhë (albanès: Dioqeza e Lezhës; llatí: Dioecesis Alexiensis) és una seu de l'Església catòlica a Albània, sufragània de l'arquebisbat de Shkodër–Pult. Al 2016 tenia 86.300 batejats d'un total de 121.700 habitants. Actualment està regida pel bisbe Ottavio Vitale, R.C.I.

## Territori
La diòcesi s'estén sobre la part meridional d'Albània.
La seu episcopal és la ciutat de Lezhë, on es troba la catedral de Sant Nicolau.
El territori s'estén sobre 300 km² i està dividit en 12 parròquies.

## Història
Els orígens de la diòcesi de Lezhë són incerts. Tradicionalment s'atribueix a aquesta seu el bisbe Valente, que va participar al concili de Sardica cap al 344; Farlati, però, assigna aquest bisbe a la seu d'Esco a la Dacia Ripense. És més probable que el bisbe Giovanni, episcopus Lissiensis, pertanyés a la diòcesi de Lezhë, que, expulsat de la seva seu pels eslaus, va ser nomenat pel papa Gregori I a Squillace. Després de Joan, els bisbes ja no es coneixen en aquesta etapa de la història de la diòcesi.
Les excavacions arqueològiques han posat a la llum edificis paleocristians tant a l'interior com a l'exterior de les muralles: habitacions de les antigues termes transformades en basílica cristiana a la primera meitat del segle v; restes de l'església de Sant Jordi de la segona meitat del mateix segle; excavacions sota l'església de Sant Nicolau amb les restes d'una basílica romana d'Orient primitiva. A més, una inscripció llatina commemora Sant Martí màrtir, documentada també per una ampolla del segle vi.
A l'època romana d'Orient, la diòcesi de Lezhë està atestada a les Notitiae Episcopatuum del patriarcat de Constantinoble, des de principis del segle ix fins al segle xii; a les Notitiae es compta la diòcesi de Έλισσός (Elissos) entre les sufragànies de l'arquebisbat de Durazzo, juntament amb les diòcesis de Stefaniaco, Cunàvia i Krujë. No obstant això, no es coneix cap bisbe del període romà d'Orient.
Després del cisma de 1054 i la separació de les esglésies dependents de Roma de les sotmeses al patriarcat de Constantinoble, el papa Climent III, en 1089, va presentar les diòcesis de nord d'Albània, a saber Dulcigno, Suacia, Scutari, Drivasto i Pult, a la seu metropolitana de Doclea, transferit prèviament a Bar. En aquest acte no s'esmenta la diòcesi de Lezhë.
Només al segle xiv, amb la fi de la presència romana d'Orient i l'inici de la veneciana, es va restaurar la seu de Lezhë, que va tornar a tenir una successió regular de bisbes llatins, el primer dels quals és Giacomo, documentat el 1357. A les Provinciales dels segles xiv i xv, la diòcesi està inclosa tant a la província eclesiàstica de l'arxidiòcesi de Durazzo com a la de Bar. El 1453 es va iniciar la construcció de la catedral de Sant Nicolau, on l'heroi nacional albanès, Jordi Castriota Skanderbeg, va voler ser enterrat.
A principis del segle xvi, la regió va ser ocupada pels otomans, que van convertir tres de les cinc esglésies d'Alexy en mesquites, però van abandonar la catedral perquè tres dervixos es van suïcidar saltant d'una torre. A més, un acord amb els venecians el 1506 va garantir el manteniment de la diòcesi. Al mateix temps que l'ocupació turca, diverses diòcesis llatines de la regió van ser suprimides, incloent-hi el de Krujë, el territori del qual estava parciealment annexionat al d'Alexis. L'ocupació també va comportar greus conseqüències per a la jerarquia eclesiàstica: el 1478 el bisbe va haver d'abandonar Alexis i establir la seva residència a Kallmet; sovint els bisbes ni tan sols podien residir a la diòcesi, que, a les fonts curials romanes, s'anomena titularis ecclesia in partibus infidelium; un indici d'aquesta situació precària és el nomenament de 18 bisbes només per al segle xvi; la mateixa Roma sovint havia de recordar als bisbes l'obligació de residir a la diòcesi, on encara hi havia nombrosos clergues i fidels catòlics.
La presència dels franciscans va ser constant. Els pertanyien diversos monestirs, l'últim dels quals, encara actiu a principis del segle xx, era el dedicat a sant Antoni de Pàdua, que era el destí d'un important pelegrinatge realitzat el dia de la seva festa (13 de juny) i que, segons la tradició, va ser fundada pel mateix sant. Precisament dels franciscans, a principis del segle xvii, el bisbe Benedetto Orsini (1621-1654) va poder comprar un palau com a residència del bisbe, ja que l'anterior havia estat ocupada pels turcs.
Un informe detallat sobre l'estat de la diòcesi a la primera meitat del segle xvii es deu al mateix bisbe Benedetto Orsini, amb una llista de les esglésies i pobles que en formaven part. També en el moment d'aquest bisbe es van resoldre algunes disputes sobre la delimitació de les fronteres amb les diòcesis properes d'Arbano i de Sapë.
El 1692 es comptabilitzen uns 15.000 fidels distribuïts en unes 30 parròquies; el 1785 el nombre de fidels registrats era de 19.404.
La diòcesi fou sufragània de l'arxidiòcesi de Bar fins al 1886, quan va passar a formar part de la província eclesiàstica de Shkoder. Al segle xix el bisbe solia residir a Kallmet. El 25 de desembre de 1888 va cedir una porció de territori en benefici de l'erecció de l'abadia nullius de Sant'Alessandro dei Mirditi d'Orosh.
Durant l'era de l'ateisme estatal, la diòcesi de Lezhë va estar vacant del 1948 al 2005: el 1948 el bisbe Frano Gjini va ser condemnat a mort per la seva fidelitat al cristianisme; va ser beatificat el 5 de novembre de 2016. Des del 2000 s'havia designat un administrador apostòlic per restaurar la diòcesi.
Com a mínim, des del 1621, l'església dedicada a la Mare de Déu ha estat declarada catedral, en substitució de la de Sant Nicolau. El 28 d'octubre de 2007, el cardenal Giovanni Battista Re va consagrar la nova catedral, que ha pres el seu antic nom.

## Cronologia episcopal
Durant els segles xiii i xiv, Eubel dona una doble relació de bisbes d'aquesta diòcesi: la seu Alexiensis i la Lissaniensis, Lisiensis o Lixiensis. La següent cronologia, pels segles indicats, dona la primera relació de bisbes.
- Valente ? † (citat el 344 aproximadament)
- Giovanni † (? - 592 nomenat bisbe de Squillace)
- Giacomo † (7 de gener de 1357 - ?)
- Dionigi †
- Domenico Progoni † (21 de novembre de 1369 - després del 1372[15])
- Gregorio da Venezia, O.P. ? † (esmentat el 1385)[16]
- Pietro †
- Francesco de Pietro, O.Cist. † (7 de setembre de 1394 - després de juny de 1395[17] renuncià)
- Andrea de Rhegino, O.P. ? † (? - 6 d'octubre de 1397 mort)[18]
- Nicola de Albania, O.P. ? † (6 de juliol de 1410 - ?)[18]
- Andrea Sume † (5 d'octubre de 1405 - 10 de maig de 1426 nomenat bisbe d'Albània)
- Pietro Sarda, O.F.M. † (27 de novembre de 1427 - després del 1438 mort)
- Pietro Domgion † (5 de setembre de 1459 - ? mort)
- Vito Jonyma † (28 de gener de 1474 - ? mort)
- Pietro Malcasi † (27 de juliol de 1478 - ?)
- Pietro † (12 de setembre de 1485 - ?)
- Francesco Conti, O.P. † (15 de juliol de 1504 - ? mort)
- Giorgio Negri † (23 de febrer de 1509 - vers 1512 mort)
- Michele de Natera, O.P. † (9 de maig de 1513 - 1513 mort)
- Nicola Dabri † (26 de desembre de 1513 - ? mort)
- Nicola Modulo † (17 de juny de 1517 - ? mort)
- Pedro Gil, O.S.Jo.Hier. † (1518 ? - 1518 mort)
- Bernardino (Giovanni) Gionema, O.F.M. † (17 de maig de 1518 - ? mort)
- Fernando de Rosas, O. de M. † (19 de novembre de 1519 - ?)
- Nicola Naule † (? - vers 1525 mort)
- Gionj Stymaj † (19 de novembre de 1525 - ?)
- Antonio de Nigris † (24 de maig de 1529 - 8 de novembre de 1535 renuncià)
- Guillaume de Furby, O.Carm. † (8 de novembre de 1535 - després del 1556 mort)
- Nicolas Gérin, O.Cist. † (23 de març de 1558 - vers 1559 mort)[19]
- Antonio de Nigris † (vers 1559 - ? mort) (per segona vegada)
- Giovanni Crassinga † (29 de juny de 1560 - 1575 renuncià)
- Teodoro Calumpsi † (26 d'octubre de 1575 - vers 1578 mort)
- Marino Braiano, O.F.M. † (15 d'octubre de 1578 - ? renuncià)
- Innocenzo Stoicino, O.S.B. † (12 d'agost de 1596 - 25 d'octubre de 1620 mort)
- Benedetto Orsini, O.F.M. † (21 de juny de 1621 - vers 1654 mort)
- Giorgio Vladagni † (6 de març de 1656 - de desembre de 1689 mort)
- Nicola Vladagni † (15 d'octubre de 1692 - després del 1705)
- Giovanni Galata † (15 de novembre de 1728 - 26 de gener de 1739 nomenat bisbe de Durazzo)
- Simone Negri † (23 de febrer de 1739 - abans del 13 de maig de 1748 mort)
- Paolo Campsi † (16 de setembre de 1748 - abans de l'1 d'agost de 1750 mort)
- Antonio de Lezhë, O.F.M.Obs. † (16 de novembre de 1750 - 15 d'agost de 1765 mort)
- Giorgio Giunchi † (9 de desembre de 1765 - 24 de juliol de 1786 nomenat arquebisbe de Bar)
- Michele Criesesi † (24 de juliol de 1786 - 2 de febrer de 1797 mort)
- Nicola Malci † (24 de juliol de 1797 - 12 d'octubre de 1825 mort)
- Gabriele Barissich Bosniese, O.F.M.Obs. † (19 de setembre de 1826 - 3 de gener de 1841 mort)
- Giovanni Topić, O.F.M.Obs. † (12 de gener de 1842 - 27 de setembre de 1853 nomenat bisbe de Shkodër)
- Luigi Ciurcia, O.F.M.Obs. † (27 de setembre de 1853 - 4 de juny de 1858 nomenat bisbe coadiutor de Shkodër[20])
- Paolo Dodmassei † (1 de juny de 1858 - 27 de setembre de 1868 mort)
- Franciszek Malczyński † (24 de maig de 1870 - 21 d'abril de 1908 mort)
- Leonardo Stephano Deda, O.F.M. † (21 d'abril de 1908 - 8 d'octubre de 1910 mort)
- Luigj Bumci † (18 de setembre de 1911 - 1 de setembre de 1943 renuncià)
  - Sede vacante (1943-1946)
- Beat Frano Gjini † (4 de gener de 1946 - 8 de març de 1948 mort)
  - Sede vacante (1948-2005)
  - Ottavio Vitale, R.C.I. (5 de febrer de 2000 - 23 de novembre de 2005 nomenat bisbe) (administrador apostòlic)
- Ottavio Vitale, R.C.I., des del 23 de novembre de 2005

## Estadístiques
A finals del 2016, la diòcesi tenia 86.300 batejats sobre una població de 121.700 persones, equivalent al 70,9% del total.
| any  | població | població | població | sacerdots | sacerdots       | sacerdots       | sacerdots             | diaques | religiosos | religiosos | parroquies |
| ---- | -------- | -------- | -------- | --------- | --------------- | --------------- | --------------------- | ------- | ---------- | ---------- | ---------- |
| any  | batejats | total    | %        | total     | clergat secular | clergat regular | batejats por sacerdot | diaques | homes      | dones      |            |
| 1970 | 12.033   | ?        | ?        | 9         | 7               | 2               | 1.337                 |         |            |            | 12         |
| 1999 | 55.000   | 66.000   | 83,3     | 7         | 2               | 5               | 7.857                 |         | 8          | 19         | 11         |
| 2000 | 60.000   | 70.000   | 85,7     | 7         | 1               | 6               | 8.571                 |         | 11         | 6          | 11         |
| 2001 | 80.000   | 100.000  | 80,0     | 11        | 4               | 7               | 7.272                 |         | 12         | 8          | 9          |
| 2002 | 85.000   | 120.000  | 70,8     | 12        | 4               | 8               | 7.083                 |         | 16         | 9          | 15         |
| 2003 | 85.000   | 120.000  | 70,8     | 12        | 4               | 8               | 7.083                 |         | 15         | 9          | 14         |
| 2004 | 85.000   | 120.000  | 70,8     | 13        | 4               | 9               | 6.538                 |         | 11         | 13         | 13         |
| 2005 | 85.000   | 120.000  | 70,8     | 11        | 3               | 8               | 7.727                 |         | 10         | 35         | 13         |
| 2007 | 86.000   | 121.700  | 70,6     | 12        | 3               | 9               | 7.166                 |         | 11         | 48         | 13         |
| 2013 | 86.300   | 121.700  | 70,9     | 22        | 5               | 17              | 3.922                 |         | 20         | 48         | 12         |
| 2016 | 86.300   | 121.700  | 70,9     | 18        | 4               | 14              | 4.794                 |         | 20         | 54         | 12         |